# Plectranthias gardineri
Plectranthias gardineri är en fiskart som först beskrevs av Regan, 1908.  Plectranthias gardineri ingår i släktet Plectranthias och familjen havsabborrfiskar. Inga underarter finns listade i Catalogue of Life.